# لئون بلوا
لئون بلوا (به فرانسوی: Léon Bloy) نویسنده، مقاله‌نویس و روزنامه‌نگار قرن نوزدهم میلادی اهل فرانسه است.